# عبد الله ناصري
عبد الله ناصري (بالفارسية: عبدالله ناصری) هو لاعب كرة قدم إيراني يلعب في صفوف نادي تراكتور سازي في دوري المحترفين الإيراني.

## روابط خارجية
- عبد الله ناصري على موقع قاعدة بيانات كرة القدم.إي يو (الإنجليزية)
- عبد الله ناصري على موقع Soccerway.com (الإنجليزية)
- عبد الله ناصري على موقع GSA (الإنجليزية)